# IC 1720
IC 1720 ist eine Spiralgalaxie vom Hubble-Typ Sbc im Sternbild Sculptor am Südsternhimmel. Sie ist schätzungsweise 252 Millionen Lichtjahre von der Milchstraße entfernt.
Das Objekt wurde am 30. Oktober 1897 von Lewis Swift entdeckt.